# Onthophagus velutinus
Onthophagus velutinus är en skalbaggsart som beskrevs av Horn 1875. Onthophagus velutinus ingår i släktet Onthophagus och familjen bladhorningar. Inga underarter finns listade i Catalogue of Life.